# Picaflors de carpó groc
El picaflors de carpó groc (Prionochilus xanthopygius) és un ocell de la família dels diceids (Dicaeidae).

## Hàbitat i distribució
Viu als boscos, vegetació secundària i matolls de Borneo i les properes illes Natuna.